# Frédéric-Guillaume III
Frédéric-Guillaume III (en allemand : Friedrich Wilhelm III), né le 3 août 1770 à Potsdam et mort le 7 juin 1840 à Berlin, est le cinquième roi de Prusse du 16 novembre 1797 à sa mort en 1840 ainsi que prince souverain de Neuchâtel.
Sous son règne, il est confronté aux guerres révolutionnaires puis aux guerres napoléoniennes. Allié dans un premier temps à la France, il se retournera contre elle. En 1806, pressée par la Russie, la Prusse déclare la guerre à la France : l’armée prussienne, malgré sa réputation, est vite défaite, notamment à Iéna et Auerstaedt. Napoléon entre à Berlin ; le roi se replie à Königsberg. En 1807, la Prusse doit signer le traité de Tilsit : l’armée prussienne est réduite à 47 000 hommes et la Prusse est contrainte de procéder à des réformes intérieures (abolition du servage en 1807 ; autonomie accordée aux villes en 1808).
Devant l'occupation française, un profond sentiment national s’éveille alors dans toute l'Allemagne et les Prussiens, sous les ministères du baron vom Stein et du comte von Hardenberg, conservent et entraînent en secret une puissante armée. Mais plus que le roi Frédéric-Guillaume, c’est surtout son épouse Louise qui incarne la résistance face à Napoléon et aux Français. Après la fin de l'occupation, l'armée prussienne, menée par le général Blücher, joue un rôle de premier plan dans la campagne de France (1814). Elle appuie encore de manière décisive l'armée de Wellington pendant les Cent-Jours.
Après la défaite de Napoléon, les vainqueurs de 1815 remodèlent l’Europe au congrès de Vienne. Mais les intérêts de la Prusse sont insuffisamment défendus par un von Hardenberg hésitant face à Metternich, et Frédéric-Guillaume doit céder les territoires acquis lors du troisième partage de la Pologne (1795) et une partie des territoires acquis lors du deuxième partage (1793). En revanche, la Prusse obtient pratiquement toute la Rhénanie et toute la Westphalie (formant la Rhénanie prussienne) ainsi que toute la partie nord de l'ancien électorat de Saxe.

## Premières années

### Enfance sous le règne deFrédéricII

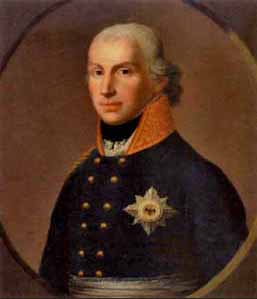
Frédéric Guillaume de Prusse.

Fils du prince héritier Frédéric-Guillaume (futur roi Frédéric-Guillaume II) et de Frédérique-Louise de Hesse-Darmstadt, le jeune Frédéric-Guillaume est le petit-neveu du roi Frédéric II, dit Frédéric le Grand, qui n'a pas de descendance.
Peu après sa naissance, en 1772, d’un commun accord, Russie, Autriche et Prusse se partagent la Pologne-Lituanie. Le roi Frédéric II obtient la Prusse royale, sauf Thorn et Danzig. Désormais, la Prusse est réunie au Brandebourg. À la fin du règne de Frédéric, le territoire de la Prusse a presque doublé, et le trésor royal a été multiplié par huit.

### Jeunesse et mariage
En 1786, Frédéric-Guillaume II, neveu du roi précédent, est couronné roi de Prusse après la mort de son oncle. Frédéric-Guillaume devient alors prince héritier à l'âge de 16 ans.
En 1793, il épouse Louise de Mecklembourg-Strelitz (1776 – 1810), fille de Charles II de Mecklembourg-Strelitz et de Frédérique de Hesse-Darmstadt, une princesse remarquée pour sa beauté qui devait exercer une forte influence de 1807 à sa mort.
En tant que prince royal, il prend également part aux combats de la Contre-Révolution aux côtés de son père, notamment au siège de Mayence.

## Roi de Prusse

### Des débuts difficiles
En 1797, le roi Frédéric-Guillaume II meurt. Son fils aîné devient alors le nouveau roi de Prusse sous le nom de Frédéric-Guillaume III.
Dès de son avènement, le nouveau roi congédia d'emblée le mentor de son père, Johann Christoph von Wöllner (1732 – 1800). Avec ses conseillers, les comtes von Goltz et von Haugwitz, il tente de maintenir une politique de neutralité lors des guerres napoléoniennes, provoquant le mécontentement du tsar Alexandre Ier. Bien qu'il ne fasse pas partie de la Troisième Coalition en 1805, il rejoint les alliés sous la pression des Russes en octobre 1806.

### Défaite contre la France
La Prusse n'accepte pas que la suprématie française s’étende jusqu’à ses portes et, le 9 août, alors que l’armée russe est encore loin de la Prusse, le roi, poussé par le Royaume-Uni, décrète la mobilisation afin de faire la guerre à la France. La logique aurait voulu qu’il entrât en guerre avec l’Autriche et la Russie l’année précédente, ce qui aurait permis de contenir Napoléon et empêcher le désastre d’Austerlitz.
L'armée prussienne fut anéantie aux batailles d'Iéna et d'Auerstaedt. Après ces revers, la Prusse accepte les propositions d'armistice de Napoléon. Le 16 novembre, les plénipotentiaires des deux camps signent la suspension d'armes à Charlottenbourg qui prévoit une paix séparée entre la Prusse et la France. La convention prévoit que les négociations doivent se poursuivre à Charlottenbourg et que l'échange des ratifications doit avoir lieu à Graudenz dans les cinq jours au plus tard.

### Fuite et exil

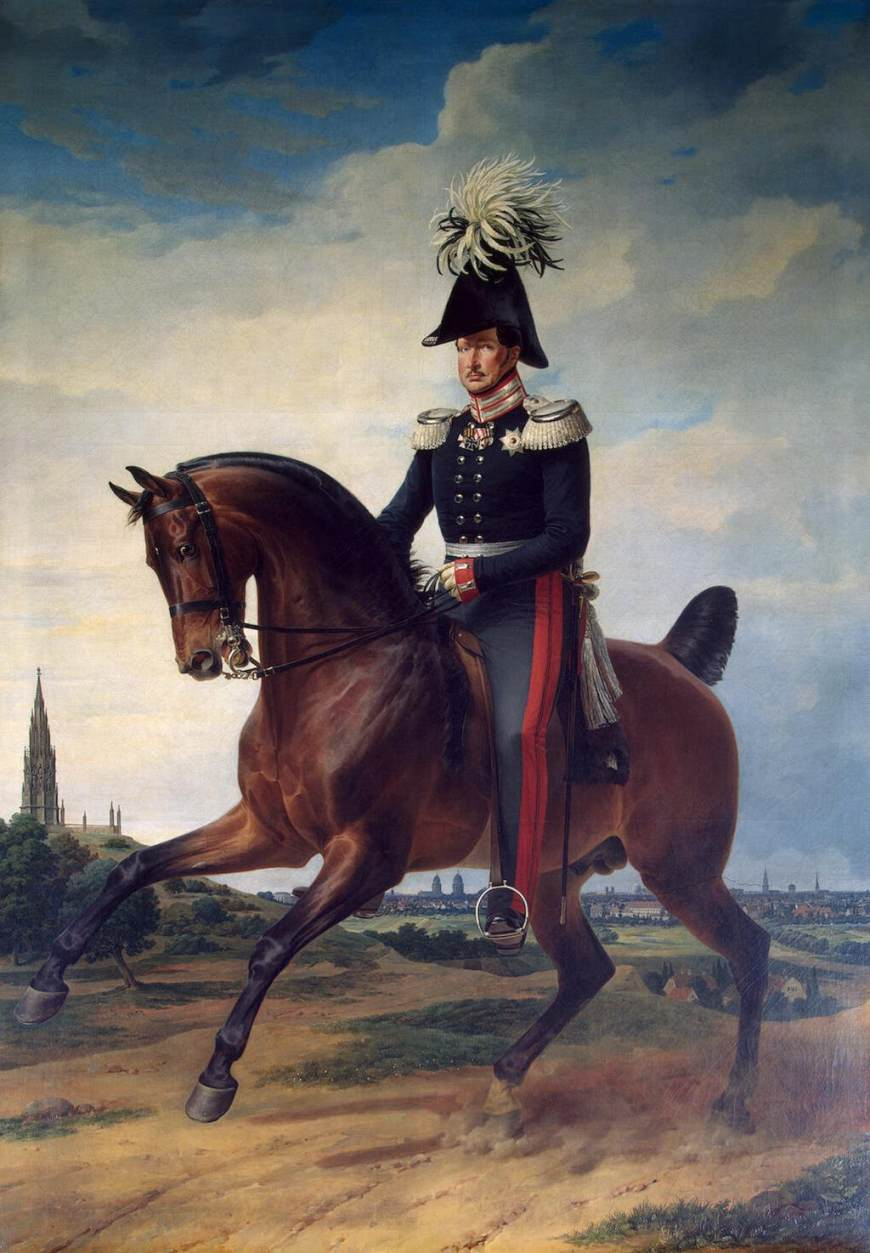
Portrait équestre du roi Frédéric-Guillaume III.

Les troupes françaises se lancent à la conquête du royaume de Prusse. Les places fortes tombent les unes après les autres. Le 27 octobre, Napoléon entre à Berlin. Frédéric-Guillaume refuse pourtant de signer un armistice. Quelques troupes résistent encore en Silésie et en Poméranie tandis que les Russes pénètrent en Prusse-Orientale. Les troupes françaises doivent donc rester et occuper le royaume.
Poursuivi par les Français, le roi dut alors s'exiler avec les débris de son armée chez le tsar Alexandre Ier (qui était, d'après la rumeur, tombé amoureux de la reine Louise). Mais en 1807, son hôte Alexandre Ier est à son tour battu par les Français. La paix est signée à Tilsit sur le Niemen et la Prusse doit abandonner tous ses territoires polonais, se retirer à l'est de l'Elbe et payer les frais de l'occupation des troupes françaises stationnant dans les points stratégiques du pays.

### Occupation française
Lors des négociations, Frédéric-Guillaume III ne se montre pas à la hauteur des deux empereurs et, intimidé par Napoléon, il se révèle hésitant et peu sûr de lui. L'humiliation de la Prusse par Napoléon Ier impressionnera fort les fils du roi qui prendront leur revanche en 1870. 
Napoléon ôte énormément de territoires à la Prusse pour former le duché de Varsovie, ou encore, il ôte la principauté de Neuchâtel à Frédéric-Guillaume, pour l'offrir au maréchal d'Empire, Alexandre Berthier.
Le roi, contraint d'accepter la situation, prépara la revanche à l'instigation de la reine Louise (qui meurt en 1810). Dans cette tâche, il fut efficacement soutenu par ses ministres dont le baron Karl vom Stein, le prince Karl August von Hardenberg, Gerhard Johann David von Scharnhorst, et le comte August von Gneisenau, qui réformèrent l'administration et l'armée. Fort des nouveaux territoires pris à la Prusse, Napoléon fait renaître la Pologne en créant le duché de Varsovie.
Les États allemands, intégrés dans le système napoléonien, paraissaient accepter la domination française. Les défaites françaises et le blocus continental, qui paralyse le commerce et prive les Allemands de denrées comme le café et le sucre, contribuent à retourner l'opinion allemande contre les Français. L'armée russe, profitant de l'attitude ambiguë de la Prusse, avance rapidement en Prusse-Orientale et sur la côte de la Baltique.

### De la libération au congrès de Vienne

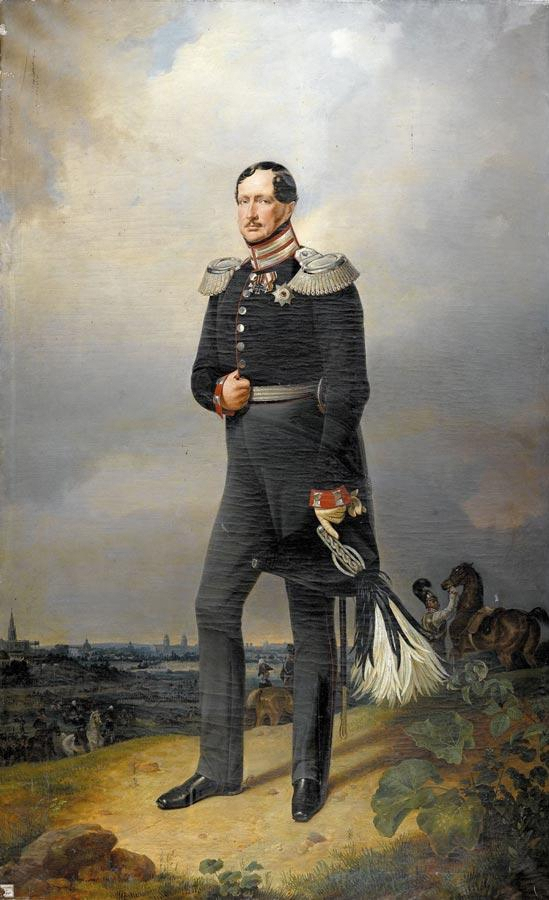
Portrait de Frédéric-Guillaume III.

Le tsar Alexandre Ier envoie en émissaire un exilé allemand, Heinrich Friedrich Karl vom Stein, qui rencontre le roi Frédéric-Guillaume le 25 février. Le 28 février, la Russie et la Prusse signent une convention secrète, le traité de Kalisz, qui prévoit l'entrée en guerre de la Prusse aux côtés de la Russie. Le 11 mars, l'armée russe de Wittgenstein entre à Berlin, suivie le 17 mars par le corps prussien de Yorck qui obtient enfin l'approbation de son roi. Le 16 mars, le chancelier prussien remet à l'ambassadeur de France la déclaration de guerre de la Prusse. Le roi de Prusse étend la mobilisation à toutes les provinces de son royaume et prévoit un effectif de 120 000 hommes. Une avant-garde russe commandée par le général allemand Tettenborn avance le long de la mer Baltique et obtient, le 16 mars, le retournement du duché de Mecklembourg-Schwerin suivi, le 30 mars, par celui du duché de Mecklembourg-Strelitz. Le 18 mars, Tettenborn, avec un détachement de cosaques, entre à Hambourg qui lui ouvre ses portes. Il lève un corps de volontaires, la Légion hanséatique, pour défendre l'indépendance des ports allemands. Les petits duchés de Saxe-Anhalt rejoignent la coalition russo-prussienne au début d'avril mais les autres princes de la confédération du Rhin restent temporairement fidèles à Napoléon.
La campagne d'Allemagne est une étape majeure dans le démantèlement de l'Empire napoléonien. Elle marque la fin de la confédération du Rhin, des départements français d'Allemagne et des États satellites comme le royaume de Westphalie.
La Sixième Coalition contre l'Empire français, se déroule de fin décembre 1813 à avril 1814. Napoléon Ier tente d'arrêter l'invasion de la France et de conserver son trône mais sans succès. Après la chute de Napoléon et de l'Empire, au congrès de Vienne, les négociateurs du roi Frédéric-Guillaume obtinrent de vastes territoires, notamment en Rhénanie, sauf l'annexion de toute la Saxe qu'il espérait. La Prusse est désormais un État bi-polaire coupé en deux par les pays hessois.

### Fin de règne
Ayant retrouvé une armée et, avec elle, sa pleine liberté d'action, le roi abandonne rapidement les promesses faites à son peuple de doter la Prusse d'une constitution. Tournant le dos aux idées libérales du baron vom Stein et de Hardenberg, il se rallie à la politique conservatrice du chancelier autrichien Metternich aux conférences de Troppau (1820), de Laibach (1821) et de Vérone (1822). Il meurt en 1840 laissant le trône à son fils aîné, Frédéric-Guillaume IV.

## Mariages et descendance
En 1793, Frédéric-Guillaume III épousa Louise de Mecklembourg-Strelitz (1776 – 1810), fille de Charles II de Mecklembourg-Strelitz et de Frédérique de Hesse-Darmstadt. Neuf enfants sont nés de cette union :

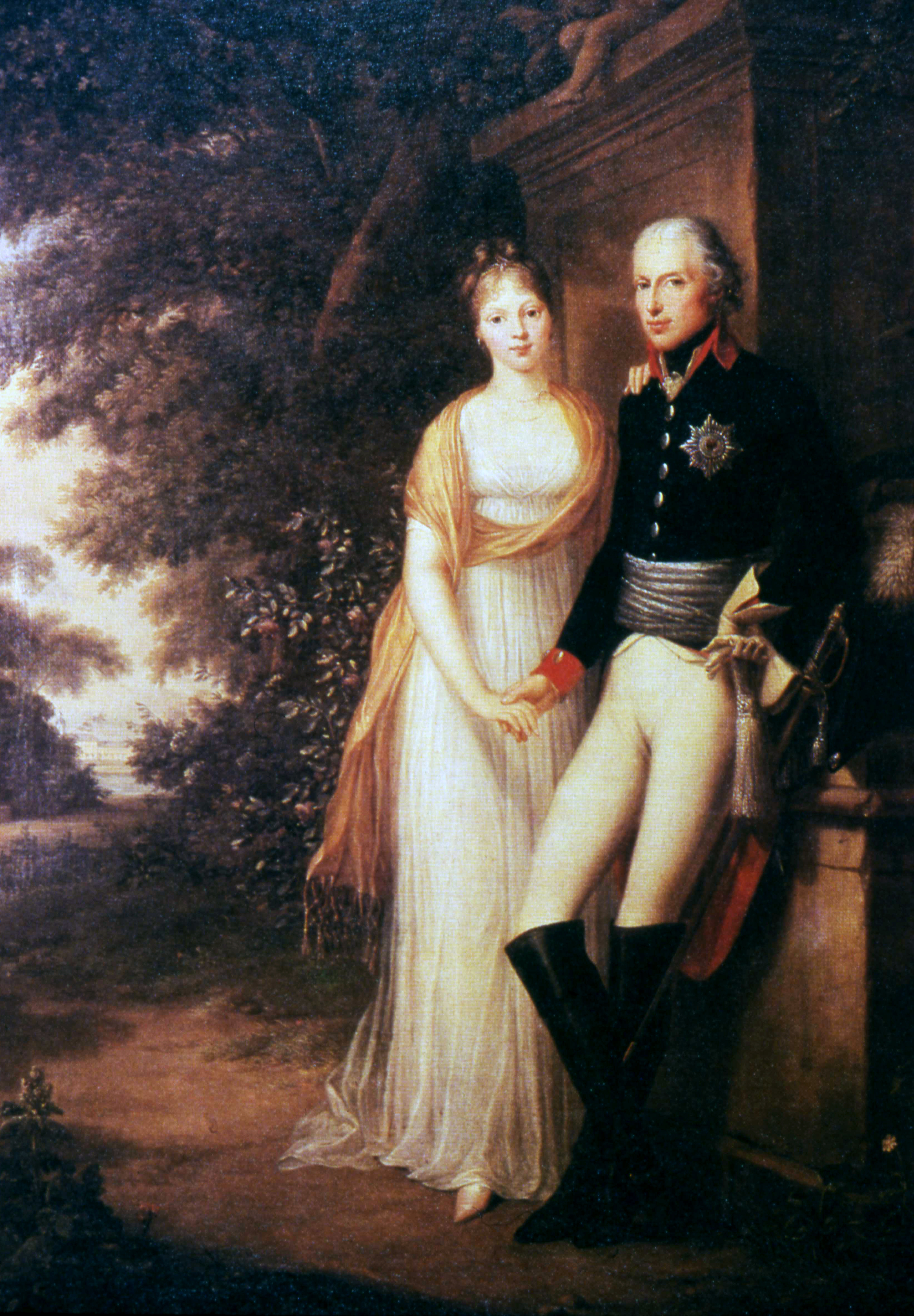
Le roi et la reine Louise (1799).

- Frédéric-Guillaume (1795 – 1861), roi de Prusse en 1840, épousa Élisabeth de Bavière (1801 – 1873), sans postérité ;
- Guillaume (« Wilhelm ») (1797 – 1888), dit Le Grand, régent (1858) puis roi de Prusse (1861) et empereur allemand (1871) épousa en 1829 Augusta de Saxe-Weimar-Eisenach (1811 – 1890) ;
- Charlotte Wilhelmine (1798 – 1860, en religion orthodoxe Alexandra Feodorovna), qui épousa en 1817 Nicolas Ier de Russie (1796 – 1855) ;
- Frédérique (1799 – 1800) ;
- Charles-Frédéric (1801 – 1883), qui épousa en 1827 Maria (1808 – 1877), fille du grand-duc Frédéric-Charles de Saxe-Weimar-Eisenach, dont il eut le prince Frédéric-Charles de Prusse et Anne de Prusse ;
- Alexandrine (1803 – 1892), qui épousa en 1822 le grand-duc Paul-Frédéric de Mecklembourg-Schwerin (1800 – 1842) ;
- Ferdinand (1804 – 1806) ;
- Louise (1808 – 1870), qui épousa en 1825 Frédéric des Pays-Bas (1797 – 1881), fils de Guillaume Ier des Pays-Bas ;
- Albert-Frédéric (1809 – 1872), qui épousa en 1830 Marianne des Pays-Bas (1810 – 1883), fille de Guillaume Ier des Pays-Bas (divorcés en 1849). En 1853, il épousa morganatiquement Rosalie von Rauch, titrée comtesse Rosalie de Hohenau (1820 – 1879), fille du général von Rauch, ministre de la Guerre, dont il eut cinq enfants. Il fut exclu de la maison de Hohenzollern à cause de ce mariage morganatique.

Veuf, Frédéric-Guillaume III de Prusse épousa le 9 novembre 1824 Auguste von Harrach, créée princesse de Liegnitz et comtesse de Hohenzollern (1800 – 1873), fille du comte Guillaume von Harrach.

## Généalogie
Frédéric-Guillaume III de Prusse appartient à la première branche de la maison de Hohenzollern. Cette lignée donna des électeurs, des rois, des empereurs à la Prusse, l'Allemagne. Frédéric-Guillaume III de Prusse est l'ascendant de l'actuel chef de la maison impériale d'Allemagne, le prince Georges-Frédéric de Prusse.

## Hommage
- Ludwig van Beethoven l'honora en octobre 1826 de la dédicace de sa Neuvième symphonie.